# Agrostis bryophila
Agrostis bryophila é uma espécie de gramínea do gênero Agrostis, pertencente à família Poaceae.